# Cassi Longí
Els Cassi Longí (en llatí Cassius Longinus) van ser membres d'una destacada família romana d'origen plebeu que va donar importants personatges durant la República.
Els principals van ser:
- Quint Cassi Longí, tribú militar el 252 aC.
- Gai Cassi Longí, cònsol el 171 aC.
- Quint Cassi Longí, cònsol el 164 aC.
- Luci Cassi Longí Ravil·la, cònsol el 127 aC.
- Gai Cassi Longí, cònsol el 124 aC.
- Luci Cassi Longí, cònsol el 107 aC.
- Luci Cassi Longí, tribú de la plebs el 104 aC.
- Gai Cassi Longí, cònsol el 96 aC.
- Gai Cassi Longí Var, cònsol el 73 aC.
- Luci Cassi Longí magistrat romà abans del 63 aC.
- Quint Cassi Longí, tribú de la plebs 49 aC.
- Quint Cassi Longí, llegat a Hispània el 48 aC.
- Gai Cassi Longí, autor de les punyalades contra Cèsar el 44 aC.
- Gai Cassi Longí, jurista i governador romà de Síria (44 aC).
- Luci Cassi Longí, tribú de la plebs aquell mateix any.
- Luci Cassi Longí, governador suplent de Síria (43 a).
- Luci Cassi Longí, cònsol l'any 30.